# エルンスト・マイヤー
エルンスト・ウォルター・マイヤー（Ernst Walter Mayr [ˈmaɪər], 1904年7月5日 - 2005年2月3日）は、ドイツ生まれの生物学者・生物哲学者である。メンデルの遺伝学とダーウィンの進化論を総合する生物進化のネオダーウィニズム（総合説）の形成に関わった。鳥類の種の分化の研究などをおこなった。

## 人物

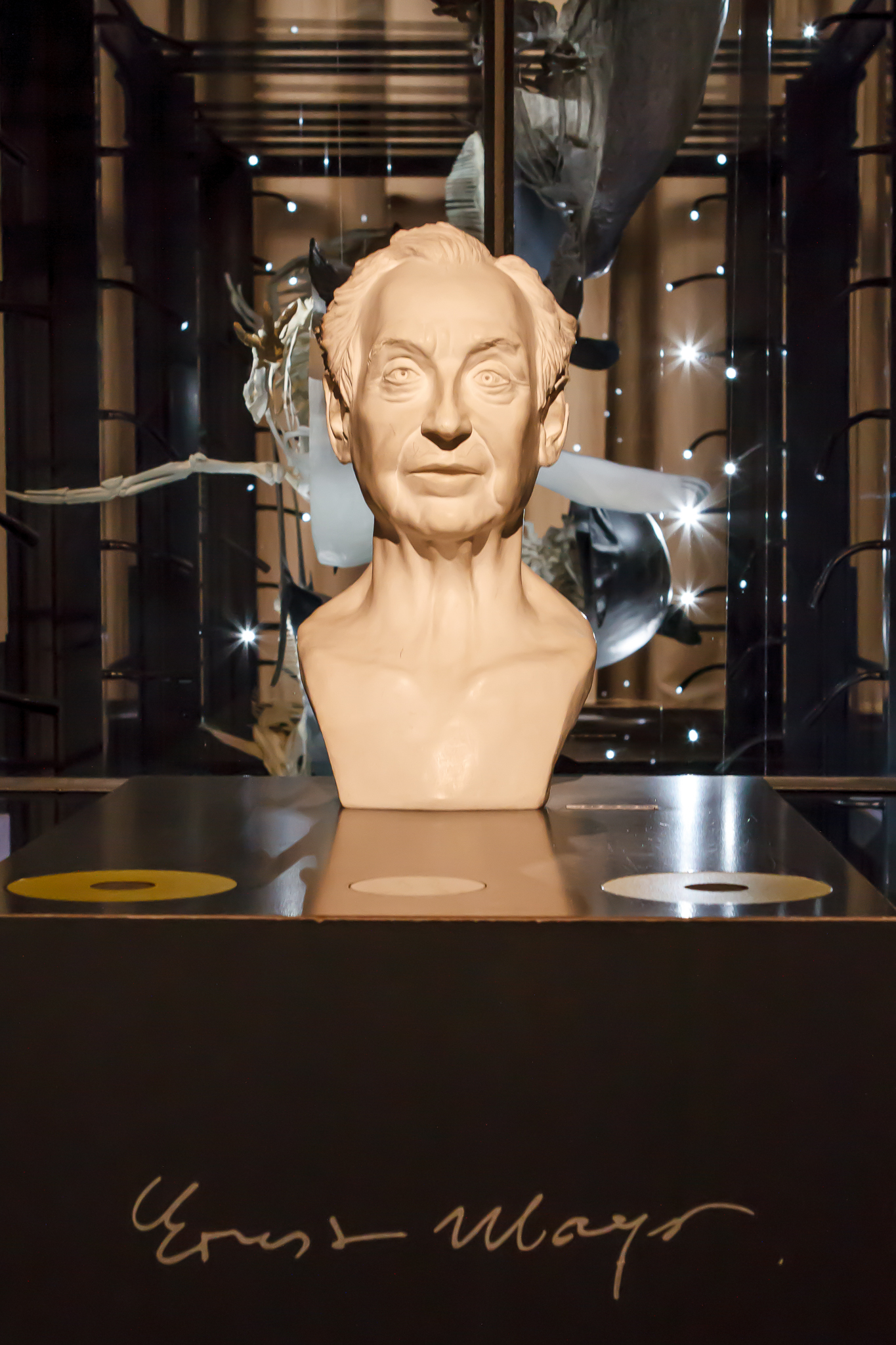
フンボルト博物館にあるマイヤーの胸像

1953年からハーバード大学の教職に就き、1975年に定年退職してハーバード大学のアレキザンダー・アガシー記念動物学名誉教授となった。1904年生まれの長寿の自然科学者で100歳の誕生日にサイエンティフィック・アメリカン誌のインタービューを受けた。生物学以外にも、科学史や科学哲学などの著書があり、とくに生物学史と生物哲学の分野の開拓者として知られる。
19歳のとき、ドイツでたまたまアカハシハジロを見つけ、鳥類学者エルヴィン・シュトレーゼマン(de:Erwin Stresemann)に紹介されたことから鳥類学の研究を始めた。当時、アカハシハジロは77年間も目撃例がなく絶滅したと考えられていたうえに、写真や映像の撮影に成功したわけではなかったので、その発見には疑いがもたれた。しかし、シュトレーゼマンはマイヤーの知識、観察力、識別能力を試した後に、発見を確信しただけでなく、自分のもとで働くようマイヤーを誘った。その後アメリカ自然史博物館に移り、鳥類の剥製のロスチャイルド・コレクションの形成に重要な役割をはたした。
集団遺伝学者J・B・S・ホールデンなどの進化に対する数学的アプローチに批判的で、その手法を「ビーン・バッグ（豆袋）」にたとえて批判した。同様にカール・ウーズなどの分子進化生物学にも批判的である。
多くの著書のなかでマイヤーは進化をひきおこす要因が単一の種にたいしてだけでなく、すべての種に加わること、他の種の存在によってある種が影響をうけることを論じて、進化における還元主義(reductionism)に反対している。隔離された種の進化のみを扱わない研究を支持している。
近年の進化と種の分化の分子学的研究は、鳥のような移動性の大きい生物が局所的種分化(allopatric speciation)を起こすのが一般的であるにもかかわらず、昆虫などの無脊椎動物が同所的種分化(sympatric speciation)を起こす場合の多いことを示している。

## 受賞
- アメリカ国家科学賞（1969年）
- グレゴール・メンデル・メダル（1980年）
- ダーウィン・メダル（1984年）
- ジョージ・サートン・メダル（1986年）
- 国際生物学賞（1994年）
- ベンジャミン・フランクリン・メダル（1995年）
- クラフォード賞（1999年）

## 日本語訳
- 『ダーウィン進化論の現在』養老孟司訳、岩波書店、1994年
- 『進化論と生物哲学 一進化学者の思索』新妻昭夫・八杉貞雄訳、東京化学同人、1994年
- 『これが生物学だ　マイアから21世紀の生物学者へ』八杉貞雄・松田学訳、シュプリンガー・フェアラーク東京、1999年

## 参考資料
ウィキメディア・コモンズには、エルンスト・マイヤーに関するカテゴリがあります。
- Provine, W.B. 2004. "Ernst Mayr: Genetics and Speciation" Genetics 167: 1041-1046.